# Sigurd F. Olson
 (février 2025).
Si vous disposez d'ouvrages ou d'articles de référence ou si vous connaissez des sites web de qualité traitant du thème abordé ici, merci de compléter l'article en donnant les références utiles à sa vérifiabilité et en les liant à la section « Notes et références ».
En pratique : Quelles sources sont attendues ? Comment ajouter mes sources ?
Sigurd Ferdinand Olson (4 avril 1899 - 13 janvier 1982) était un écrivain américain, écologiste et défenseur de la protection de la nature sauvage. Pendant trois décennies, il a été un guide chevronné dans les lacs et les forêts de la région de Quetico-Superior, dans le nord du Minnesota et le nord-ouest de l'Ontario. Son nom honorifique était Bourgeois, un terme que les voyageurs d'autrefois utilisaient pour désigner leurs supérieurs.

## Biographie
Né à Chicago, dans l'Illinois, de parents baptistes suédois ; la famille de sa mère est venue de Skabersjö, Svedala en Scanie et celle de son père de Nås, Vansbro en Dalécarlie. La famille a déménagé dans le nord du Wisconsin où Olson a grandi et où il a développé son intérêt permanent pour le plein air. Ils ont d'abord déménagé à Sister Bay, puis à Prentice, puis à Ashland. [1] En juin 1921, Olson a fait son premier voyage en canoë et est tombé amoureux de la nature sauvage du nord du Minnesota qui allait devenir la Boundary Waters Canoe Area Wilderness (avec son aide). [1] Son premier article, un récit d'une expédition en canoë, a été publié par le Milwaukee Journal le 31 juillet 1921. [1] En août de la même année, Olson épousa Elizabeth Dorothy Uhrenholdt, et les deux passèrent leur lune de miel lors d'un autre voyage en canoë dans les eaux frontalières. Il a exercé en tant que guide de canoë pour les guides de JC Russell sur le lac Fall à Winton, dans le Minnesota, avant d'acquérir l'entreprise en 1929. En 1931, Olson était responsable de Border Lakes Outfitters, situé à l'extérieur de Winton, à l'extrémité ouest du lac Fall, offrant un service dans les eaux frontalières. [2] [3] [4]
Il a dirigé des expéditions en canoë pour un groupe connu sous le nom de « Voyageurs », qui comprenait régulièrement Eric W. Morse, Denis Coolican, Blair Fraser, Tony Lovink, Elliott Rodger et Omond Solandt.

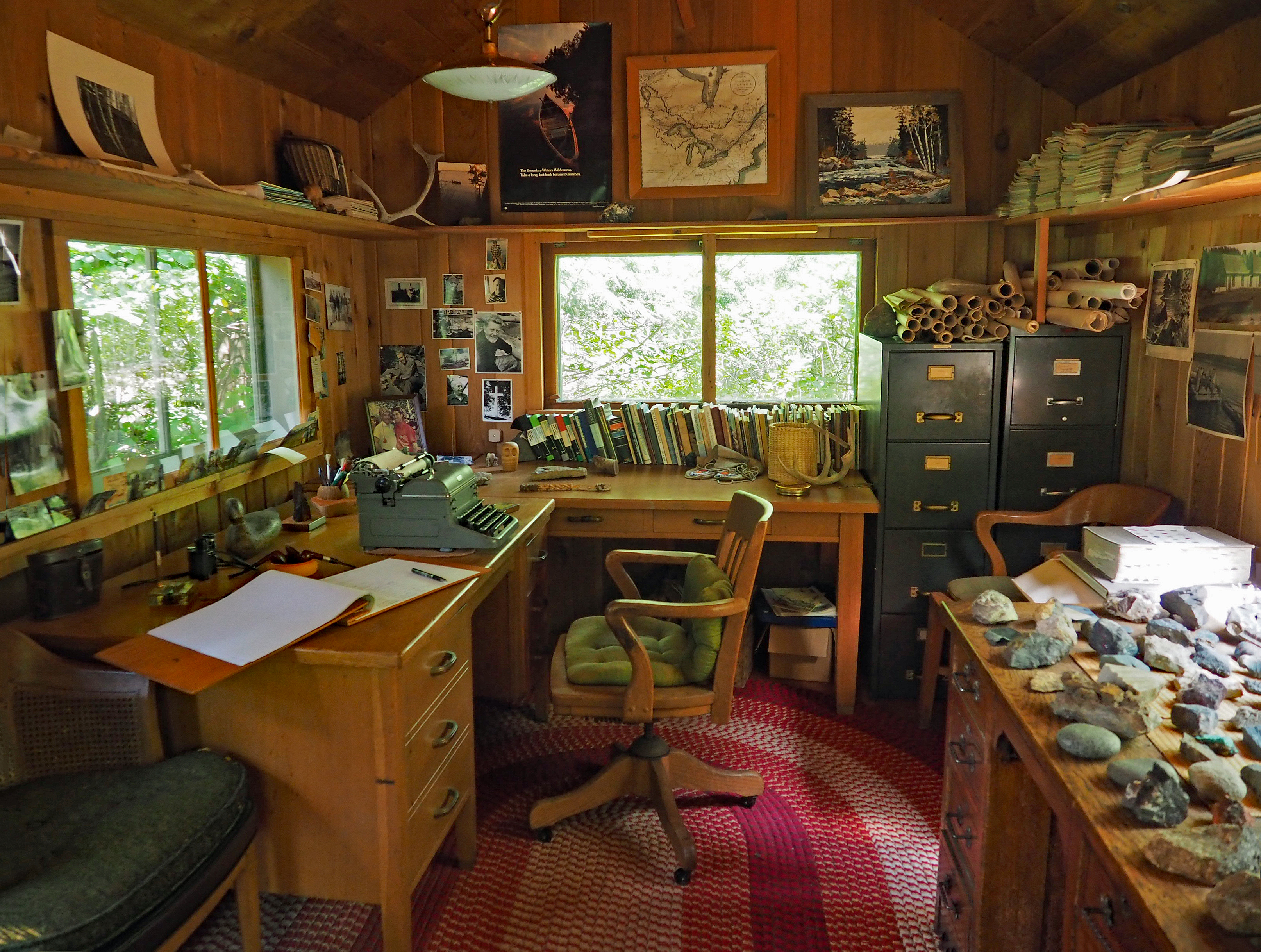
Intérieur de la cabane d'écriture de Sigurd F. Olson, Ely, Minnesota

Après avoir étudié l'agriculture, la botanique, la géologie et l'écologie au Northland College, à l'Université du Wisconsin-Madison et à l'Université de l'Illinois, Olson a déménagé à Ely, dans le Minnesota, pour enseigner la biologie au Ely Junior College (aujourd'hui Minnesota North College - Vermilion ). Après cela, il a pris la tête du département des sciences et a assumé le rôle de doyen. En 1947, il quitte son emploi d'enseignant et commence à écrire à temps plein. [1] Il passe la majeure partie de sa vie dans la région d'Ely, en travaillant comme guide de canoë pendant les mois d'été. Il consacre son temps à enseigner et à écrire sur l'histoire naturelle, l'écologie et la vie en plein air dans et autour des eaux frontalières.
Le 27 août 1971, juste après la célébration du premier Jour de la Terre, le Northland College a tenu sa première conférence environnementale. Parmi les personnes invitées à participer à la conférence de deux jours, on comptait le sénateur Gaylord Nelson et Sigurd Olson. La conférence est devenue « l’instrument d’origine de l’ Institut environnemental Sigurd Olson », comme l’a écrit Robert Matteson, le fondateur de l’institut. L'institut a ouvert ses portes au printemps 1972, avec une volonté inébranlable d'avancer dans une direction nouvelle et passionnante, en se basant sur les principes de Sigurd Olson, et en se lançant dans plus de 30 ans au service du Northland College et de la région du lac Supérieur.
En 1974, Olson a été honoré avec la médaille John Burroughs, la plus haute récompense dans le domaine des écrits sur la nature. Il est décédé le 13 janvier 1982 à la suite d'une crise cardiaque alors qu'il pratiquait la raquette près de chez lui. [1] Il a été honoré par le Sénat américain lors du 100e anniversaire de sa naissance. [2] David Backes a écrit une biographie sur Olson intitulée A Wilderness Within – The Life of Sigurd F. Olson qui a été publiée à la fin des années 1990.

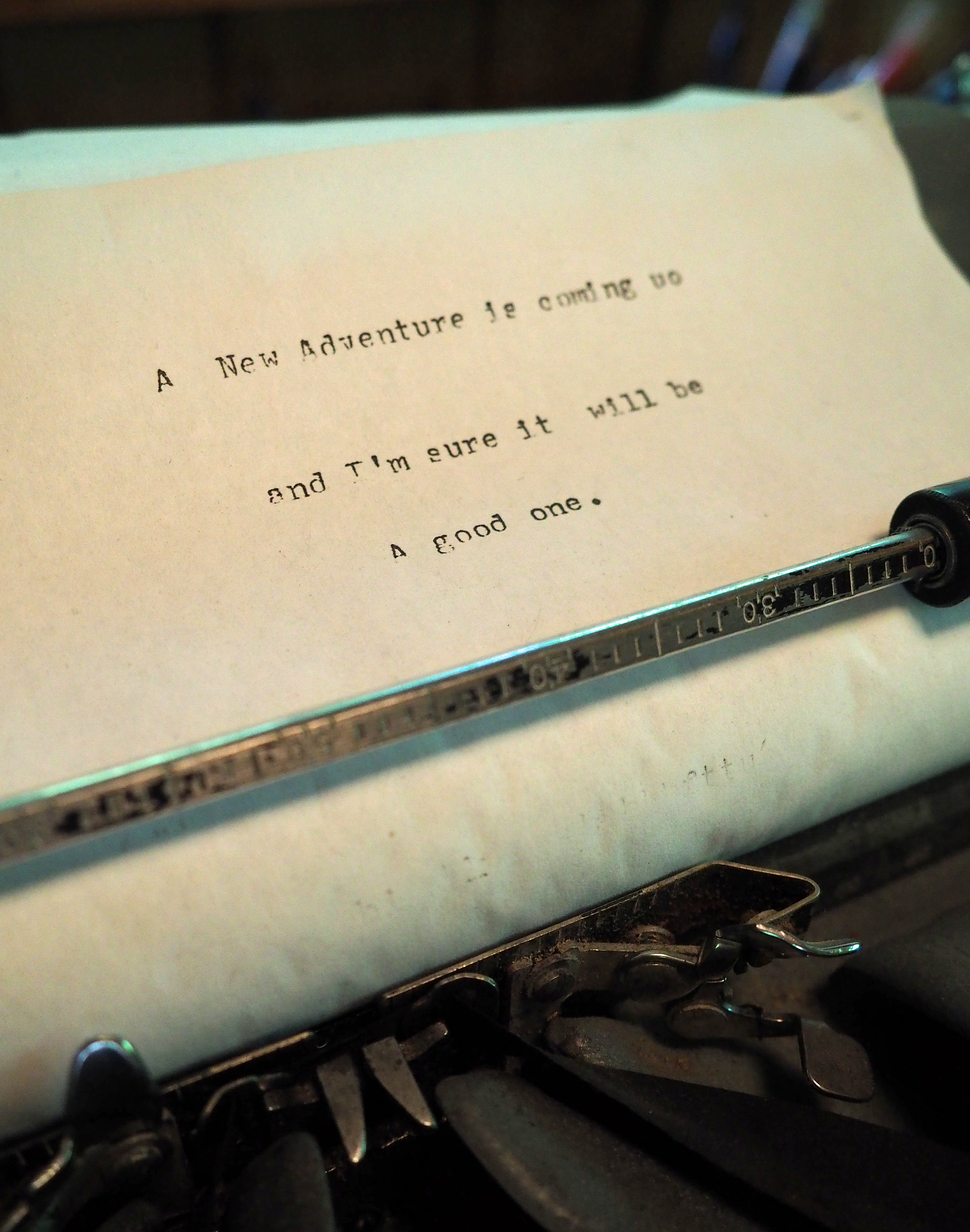
Le dernier message de Sigurd F. Olson

En 2014, la Listening Point Foundation a fait l'acquisition de la cabane d'Olson qui se trouve sur le lac Burntside. La propriété comprenait la cabane qu'Olson avait construite près de sa maison où il écrivait, qui a depuis été inscrite au Registre national des lieux historiques. Tout est resté tel qu'il l'a laissé lors de son décès soudain, y compris ses photos, ses leurres, ses pipes, ses livres, ses cartes, une collection de roches et d'autres objets. La machine à écrire qu'il utilisait pour écrire tous ses articles, livres et lettres se trouve toujours sur son bureau. La dernière chose qu'il a écrite dessus est toujours sur le papier dans la machine à écrire : « Une nouvelle aventure arrive / et je suis sûr qu'elle sera / Une bonne. " [1]

## Travaux de préservation
Olson a joué un rôle important dans la protection des eaux frontalières et a contribué à la rédaction du Wilderness Act de 1964, devenant vice-président de la Wilderness Society de 1963 à 1967 et président de 1968 à 1971. Il a également joué un rôle dans la mise en place du parc national des Voyageurs dans l'ouest du Minnesota, de la réserve faunique nationale de l'Arctique en Alaska et du Point Reyes National Seashore en Californie. De plus, Sigurd a eu l'occasion de consulter le secrétaire de l'Intérieur, Stewart Udall, sur les questions concernant les zones sauvages et les parcs nationaux.
Sigurd a réussi à atteindre son objectif après plus de 50 ans de travail acharné. La zone sauvage de Boundary Waters Canoe Area a été reconnue comme une zone sauvage à part entière par Jimmy Carter en 1978, quatre ans avant le décès de Sigurd. Son travail acharné a été honoré de diverses manières, notamment en nommant un bâtiment central du YMCA Camp Widjiwagan, qui se trouve près du lac Burntside. Olson a exercé les fonctions de président de l'Association des parcs nationaux et de membre de son conseil d'administration.

## Liste des oeuvres
- Le désert chantant (1956)
- Point d'écoute (1958)
- Le Pays solitaire (1961)
- Les Runes du Nord (1963)
- Horizons ouverts (1969)
- La forêt cachée (1969)
- Jours de désert (1972)
- Réflexions du Nord du pays (1976)
- Du temps et du lieu (1982)
- Chants du Nord . Howard Frank Mosher, éd. (1987)
- Les œuvres complètes de Sigurd F. Olson : les premiers écrits, 1921-1934 . Mike Link, éd. (1988)
- Les œuvres complètes de Sigurd F. Olson : les années d'université, 1935-1944 . Mike Link, éd. (1990)
- La signification de la nature sauvage : articles et discours essentiels . Édité et avec une introduction par David Backes . (2001)
- L'Esprit du Nord : le citable Sigurd F. Olson . Édité et avec une introduction par David Backes. (2004)

## Lectures complémentaires
- Backes, David. Un désert intérieur : la vie de Sigurd F. Olson . Minneapolis : Presses de l'Université du Minnesota, 1997.